# Saint-Lumine-de-Clisson
Saint-Lumine-de-Clisson település Franciaországban, Loire-Atlantique megyében. Lakosainak száma 2118 fő (2022. január 1.). Saint-Lumine-de-Clisson Aigrefeuille-sur-Maine, Gorges, Maisdon-sur-Sèvre, Monnières, Remouillé és Saint-Hilaire-de-Clisson községekkel határos.

## Népesség
A település népessége az elmúlt években az alábbi módon változott:
| Lakosok száma | 1013 | 1189 | 1255 | 1725 | 2067 | 2118 | 2103 | 2126 | 2140 | 2118 |
|               | 1968 | 1982 | 1990 | 2006 | 2013 | 2015 | 2017 | 2019 | 2020 | 2022 |